# Kuppam
Kuppam är en ort i Indien.   Den ligger i distriktet Chittoor och delstaten Andhra Pradesh, i den södra delen av landet, 1 800 km söder om huvudstaden New Delhi. Kuppam ligger 682 meter över havet och antalet invånare är 19 854.
Terrängen runt Kuppam är platt. Runt Kuppam är det tätbefolkat, med 343 invånare per kvadratkilometer. Det finns inga andra samhällen i närheten. Omgivningarna runt Kuppam är en mosaik av jordbruksmark och naturlig växtlighet.